# Zapora Kurobe

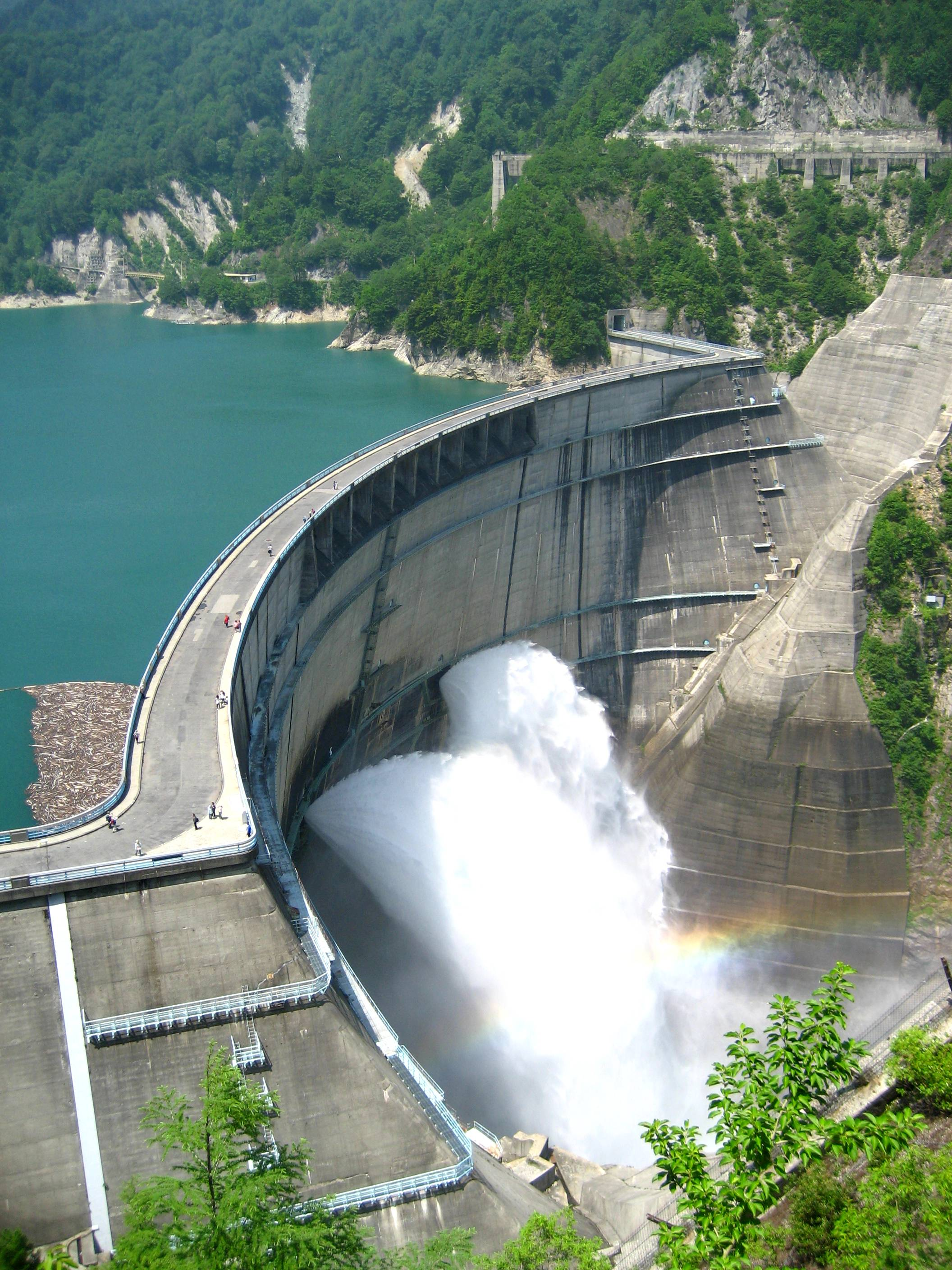
Zapora Kurobe

Zapora Kurobe (jap. 黒部ダム Kurobe damu) lub też Zapora Kuroyon (jap. 黒四ダム Kuroyon damu) - największa zapora w Japonii. Znajduje się na rzece Kurobe, w prefekturze Toyama na wyspie Honsiu. Działająca przy zaporze  elektrownia wodna produkuje energię elektryczną dla Kansai Electric Power. Wysokość zapory wynosi 186 m, a pojemność zbiornika 200 mln m³. Budowa konstrukcji została ukończona w 1963 roku i kosztowała 51,3 mld jenów. Podczas budowy zginęło blisko 200 osób.